# Silverstone
Silverstone je vesnice v anglickém hrabství Northamptonshire. Nachází se asi 7 km od města Towcester, 22 km od Northamptonu a 25 km od Milton Keynes. Žije zde přibližně 2 000 obyvatel.
Název vesnice pravděpodobně znamená „farma/osada Saewulfa/Sigewulfa“.
Nedaleko vesnice se nachází závodní okruh Silverstone Circuit, kde se konájí závody Formule 1 (jako Grand Prix Velké Británie) a Mistrovství světa silničních motocyklů (jako Velká cena Velké Británie silničních motocyklů). Okruh je součástí hrabství Northamptonshire i Buckinghamshire.
Obec je uvedena v Domesday Book.

## Farní kostel
Kaple se ve vesnici nacházela od roku 1200. Středověká budova byla asi v roce 1780 nahrazena georgiánskou, která byla v roce 1841 rozšířena o kněžiště a v roce 1852 o severní loď a sakristii. V 80. letech 19. století byl ale celý kostel zbořen. Nahradil ho současný farní kostel svatého Michaela, což je novogotická budova navržená Jamesem Piersem St Aubynem a dokončená v roce 1884.
Na severní straně farního hřbitova se nacházejí pozůstatky středověkých rybníků.

## Vybavení
V obci se nachází hospoda The White Horse Inn.
Asi 1 kilometr jižně od vesnice se nachází Silverstone Circuit, bývalá základna Royal Air Force z druhé světové války a nyní okruh, na kterém se v rámci kalendáře Formule 1 jezdí Grand Prix Velké Británie, kam každoročně zavítá přes 300 000 návštěvníků. Součástí okruhu je od roku 2013 také technická vysoká škola Silverstone University Technical College.
K okruhu přiléhá Silverstone Park, centrum, které se specializuje na strojírenství a high-tech aktivity. Sídlí zde přes 80 společností, například Envision Virgin Racing, David Brown Automotive, Delta Motorsport, Ducati UK Ltd, National College for Motorsport, Danecca Limited nebo Hexagon Manufacturing Intelligence. V Silverstonu také sídlí tým Formule 1 Aston Martin.